# بتروبوليس
بتروبوليس (بالإنجليزية: Petrópolis)‏ هي بلدية في البرازيل، ومدينة، تتبع ريو دي جانيرو، بلغ عدد سكانها 286537  نسمة، في 1 أغسطس 2000، تبلغ مساحتها 774.606 كيلومتر مربع، رمزها البريدي هو 25680-000.

## الموقع
تشترك في الحدود مع:
- Areal, Rio de Janeiro [الإنجليزية]‏
- دوق دي كاكسياس.

## مدن توأم
المدن التوأم:
- سينترا.

## أعلام
- رودريغو سانتورو
- هيتور كانالي
- روي باربوزا
- أوزوالدو كروز
- إبيتاسيو بيسوا
- بيتر مدور
- شتيفان تسفايغ
- فابيو
- رافاييل بيريرا دا سيلفا
- ديانا، دوقة فورتمبيرغ